# Pavčnik
Pavčnik  je priimek več znanih Slovencev:
- Dušan Pavčnik (1948 - 2019), zdravnik radiolog, prof. MF
- Lidija Pavčnik (por. Lidija Wagner), bibliotekarka, bibliografka
- Marijan Pavčnik (*1946), pravni teoretik, univ. profesor in akademik
- Marko Pavčnik (*1980), kuharski mojster
- Polde Pavčnik (1918 - ?), gledališki organizator in publicist
- Tomaž Pavčnik, sodnik Vrhovnega sodišča RS